# Молния (часовник)
Вижте пояснителната страница за други значения на Мълния.
„Молния“ (в превод – мълния) е търговска марка на механични часовници, произвеждани от Челябинския часови завод от 1947 до 2007 г.

## История
През годините на Втората световна война прародителят на предприятието – Первый Московский часовой завод, е евакуиран от Москва в град Златоуст. След края на войната е решено оборудването да се прехвърли в Челябинск и там да се организира производство на часовници. Челябинският часови завод започва производството си на 17 ноември 1947 г. Отначало основен клиент е Министерството на отбраната на СССР. Произвеждани са джобни, ръчни и настолни часовници, както и специалните авиационни часовници „АЧС-1М“.
Основната продукция на завода са джобни часовници с фирмена гравировка – военна, историческа, природна. Около 80% от работата при сглобяването и оформлението на часовниците се извършва ръчно.
През октомври 2007 г. заводът спира производството на потребителска продукция.
През 2015 г. заводът възобновява производството на джобни часовници, планира се производството и на ръчни
.